# Parc de Mar
El Parc de Mar és un dels parcs urbans més coneguts de la ciutat de Mallorca, d'unes 9 hectàrees de superfície. El parc està situat entre la murada i l'autopista Ma-19, i ben a prop de la Seu.
Dins del parc hi ha un gran llac d'aigua salada, que banya part de la murada, amb un sortidor al bell mig. Aquest llac intenta suplir l'antiga mar que, fins abans de l'autopista, tocava i banyava la murada i permetia veure-hi la catedral reflectida, una imatge icònica de la ciutat per als visitants que arribaven per mar.
Al voltant del llac hi ha una gran esplanada pavimentada, amb fassers (palmeres) i arbres diversos; a l'extrem oriental del parc s'hi troba la part més verda, amb parterres, arbres i àrea de jocs infantils i tenis de taula.

## Història
Part dels terrenys on ara hi ha el Parc ja havien estat guanyats a la mar per a construir-hi (entre 1928 i 1931) un túnel ferroviari. Amb els materials extrets per a fer l'excavació del túnel es va fer l'esplanada i s'hi va instal·lar una estació de classificació. Aquest túnel i aquesta estació eren de l'antiga línia que enllaçava l'estació de tren de Ciutat amb el Port (transportant carbó i mercaderies) d'ençà del 1877 fins al 1965, que la línia de tren i, per tant, també aquestes instal·lacions portuàries, varen ser clausurades.
Després que es finalitzés l'autopista de l'aeroport (1969) -també guanyant terreny a la mar- va quedar-hi un gran espai entre la nova via i l'antiga línia de mar, ampliant els ja existents. El 1972 l'ajuntament de Palma va heretar-ne els nous terrenys guanyats al mar per als que el Ministerio de Obras Públicas en redactà un projecte de Parc. Però una de les primeres grans mobilitzacions ciutadanes del tardofranquisme va mostrar el rebuig popular a la proposta de fer-hi també un aparcament i, finalment, el batle Paulí Buchens Adrover en rescatà la concessió i va fer que es convoqués un nou concurs.
Així el 1978 va guanyar la proposta de l'estudi Zócalo (amb en Pere Nicolau com a cap visible) de fer-hi un parc amb un gran llac, enllaçat a mar obert per davall d'un gran pont de l'autopista. D'aquesta manera la Catedral se seguiria veient reflectida a l'aigua.
Les obres de construcció del parc varen acabar una primera fase el 1983 però la inauguració oficial, amb el llac inclòs, no va ser fins al 12 d'octubre de 1984, per mor dels anys de retards en les obres per part de la constructora Huarte. El pont, però, no s'ha arribat a fer mai. Són unes bombes subterrànies que duen l'aigua de la mar al llac.